# グレートブリテン共産党 (マルクス・レーニン主義)
グレートブリテン共産党(マルクス・レーニン主義)（英語：Communist Party of Great Britain (Marxist–Leninist)）とは、イギリスに存在する共産主義政党。2004年結党。党首はインド系イギリス人であるハーパル・ブラール。

## 概要
2004年に結党された新興の共産主義政党である。しかし、この党の持つイデオロギーはイギリス最大の共産党である「英国共産党」と比べると強硬な路線を採用している。
旧ソビエト連邦に君臨したヨシフ・スターリン、中華人民共和国に君臨した毛沢東を礼賛し、街頭のデモ行進でもスターリンの肖像画を掲げている。